# Pseudonympha cyclops
Pseudonympha cyclops är en fjärilsart som beskrevs av Van Son 1955. Pseudonympha cyclops ingår i släktet Pseudonympha och familjen praktfjärilar. Inga underarter finns listade.